# ريان مالكوم
ريان مالكوم هو مغني كندي، ولد في 13 أكتوبر 1979.

## وصلات خارجية
- ريان مالكوم على موقع IMDb (الإنجليزية)
- ريان مالكوم على موقع ميوزك برينز (الإنجليزية)
- ريان مالكوم على موقع ديسكوغز (الإنجليزية)